# Ammophilomima truncata
Ammophilomima truncata är en tvåvingeart som beskrevs av Martin 1973. Ammophilomima truncata ingår i släktet Ammophilomima och familjen rovflugor. Inga underarter finns listade i Catalogue of Life.